# Ácido butanoico
O ácido butanoico (ou ácido butírico) é um ácido monocarboxílico, saturado, de cadeia aberta, com fórmula molecular C4H8O2, massa molecular 88 u, e de fórmula estrutural CH3-CH2-CH2-COOH.
O nome usual ácido butírico é de origem grega: βουτυρος que significa "manteiga".
É o componente orgânico encontrado na manteiga rançosa, sendo um dos responsáveis pelo seu odor e sabor peculiares. É formado após a ação de micro-organismos sobre moléculas de gordura (triglicerídeos) presentes na manteiga.
Está presente tanto em alguns queijos, quanto no vômito, o que caracteriza o odor azedo dos dois.

## Obtenção
Comercialmente é obtido a partir da oxidação do n-butiraldeído, derivado do acetileno, em presença de catalisadores:
Acetileno → aldeído acético → crotonaldeído +  H2 → n-butiraldeído + Ar (catalisador) → Ácido butírico
Equações:
2 C2H2 → 2 CH3-COH → CH3-CH=CH-COH + H2 → CH3-CH2-CH2-COH + ar → CH3-CH2-CH2-COOH

## Aplicações e usos
- Ésteres do ácido butírico são produzidos para serem usados como sabores artificiais.
- Ésteres obtidos a partir da reação do ácido butírico com glicol ou glicerina são usados como agentes plastificantes.
- Os seus sais de cálcio são usados no tratamento do couro.